# 阿直岐
阿直岐（?—?），百济学者。按古事記与日本書紀记載，他是百济近肖古王派出的使者。他也是百济系神社的主神。
古事記说百济向日本貢馬两匹、刀、镜给应神天皇。阿直歧懂养馬与识字，天皇命他教太子菟道稚郎子讀書，他也向天皇推荐王仁，他被视为第一位把汉字带去日本的人。